# Palol d'Onyar
Palol d'Onyar es una localidad española del municipio de Quart, perteneciente a la provincia de Gerona, en la comunidad autónoma de Cataluña.

## Toponimia
El lugar puede aparecer referido con las grafías «Palol d'Onyar», «Palol de Oñar» y «Palol de Oñá». 

## Geografía
La localidad está bañada por las aguas del río Oñar.

## Historia
El lugar tuvo ayuntamiento propio. El municipio de Palol d'Onyar desapareció de cara al censo de 1857, al incorporarse al de Quart. Hacia mediados del siglo XIX, el lugar tenía contabilizada una población de 140 habitantes. Aparece descrito en el duodécimo volumen del Diccionario geográfico-estadístico-histórico de España y sus posesiones de Ultramar de Pascual Madoz con las siguientes palabras:

PALOL DE OÑAR Ó DE OÑÁ: l. en la prov., part. jud. y dióc. de Gerona (1 leg.), aud. terr. y c. g. de Barcelona, ayunt. de Quart. sit. al pie de una loma, y dividido por el r. Oñá, con buena ventilacion, y clima sano; las enfermedades comunes son fiebres intermitentes. Tiene 40 casas, y 1 igl. parr. (S. Saturnino), servida por 1 cura de ingreso y provision real y ordinaria. El térm. confina N. San Daniel; E. Castellar de la Selva; S. Quart, y O. Palau y Fornells. El terreno es secano, de mediana calidad, con algun bosque de encinas, y arbolado de madroños en su parte montuosa; le cruza el r. mencionado, varios caminos locales de erradura, y una carretera de Palamos y San Feliú. El correo se recibe de la cap. prod.: trigo y legumbres, y cria ganado lanar. ind.: 1 molino harinero. pobl.: 21 vec., 140 almas. cap. prod.: 1.472,400. imp. 36.810.
(Madoz, 1849, p. 623)

En 2023, la entidad singular de población tenía empadronados 808 habitantes y el núcleo de población, 770.

## Patrimonio
Hay en la localidad una iglesia de San Saturnino.

## Personas notables
- Àngela Bivern i Puig, comandante militar que sirvió durante el asedio de Girona.